# Tristram Stuart
Pour les articles homonymes, voir Stuart.
Tristram Stuart (né à Londres en 1977) est un historien et écrivain britannique, activiste engagé dans la lutte contre le gaspillage alimentaire. Il reçoit le Prix Sophie de l'environnement et du développement durable en 2011.

## Biographie
En 2009, son livre Waste: Uncovering the Global Food Scandal (Penguin, 2009, publié en français en 2013 aux éditions Rue de l'échiquier), révèle que près d'un tiers de la production mondiale de nourriture est jetée - ce qui serait suffisant pour nourrir 2 milliards de personnes. 
Organisateur des Banquets des 5 000, conçus pour attirer l'attention sur le gâchis alimentaire. Ces repas gratuits, destinés à nourrir 5 000 personnes et préparés à partir d'ingrédients destinés à être jetés, sont organisés dans des lieux publics. Le premier, un curry géant, a eu lieu en 2009 à Londres sur Trafalgar Square. Le premier en France a eu lieu le 13 octobre 2012 sur le parvis de l'Hôtel de ville de Paris. 
Il s'engage également à travers la valorisation des "fruits moches" ("ugly fruits" en anglais), les fruits souvent jetés car ils ne correspondent pas aux normes. En 2016, il propose ainsi des repas à partir de ces ingrédients pour sensibiliser le public à leur gaspillage.

## Ouvrages
- (en)The Bloodless Revolution: A Cultural History of Vegetarianism From 1600 to Modern Times, Norton, 2007,  (ISBN 9780393052206).
- La grande (sur-)bouffe : pour en finir avec le gaspillage alimentaire, Rue de l'échiquier, 2012
- Global Gâchis. Révélations sur le scandale mondial du gaspillage alimentaire, Rue de l'échiquier, 2013  (ISBN 978-2917770528)